# Samuel Byck
Samuel Joseph Byck, född 30 januari 1930 i Philadelphia i Pennsylvania, död 22 februari 1974, var en amerikansk arbetslös före detta däckförsäljare, som den 22 februari 1974 försökte kapa ett flygplan för att flyga in i Vita huset och därigenom döda USA:s dåvarande president, Richard Nixon.
Kapningsförsöket var synnerligen illa planerat och misslyckades kapitalt. Byck sköt båda piloterna medan planet, som aldrig kom upp i luften, fortfarande stod vid gate och försökte sedan tvinga en medpassagerare att flyga samt flygvärdinnorna att stänga dörrarna till planet. Efter att ha sårats av två kulor avlossade av en polis genom flygplanets fönster begick Byck självmord genom att skjuta sig.